# Ед III (герцог Бургундії)
Ед III (фр. Eudes III de Bourgogne; 1166 — 6 липня 1218) — герцог Бургундії з 1192, син герцога Гуго (Півдня) III і Аліси Лотарінгське. У 1181 отримав завдання від свого батька, який перебував у стані війни з французьким королем Філіпом Августом відстояти Шатійон-сюр-Сен, але не зміг виконати завдання. Брав участь у Хрестовому поході проти альбігойців. У 1214 році брав участь у битві під Бувіном. Помер у Ліоні під час приготування до П'ятого хрестового походу.

## Сім'я
1-а дружина: з 1194 Тереза Португальська (1157-1218), дочка португальського короля Афонсу І, вдова Філіпа ельзаського, графа Фландрії (розлучення в 1195).
2-а дружина: з 1199 Аліса де Вержі (1176 — 3 травня 1252). діти:
- Жанна (1200—1223); чоловік: Рауль II де Лузиньян (ум.1250), граф д'Е
- Аліса (1204—1266); чоловік: Роберт I (ум.1262), граф де Клермон і дофін Оверні
- Гуго (Південь) IV (1213—1272), герцог Бургундії з 1218
- Беатріс (1216-?); чоловік: Гумберт III де Туар (пом.1279), сеньйор де Туар і де Віллар-ан-Брезе